# Dubnice
Dubnice (německy Hennersdorf) je obec v okrese Česká Lípa v Libereckém kraji. Leží mezi městy Stráž pod Ralskem a Jablonné v Podještědí. Rozkládá se kolem Dubnického potoka v délce čtyři kilometry, průměrná nadmořská výška je 313 metrů. Žije zde 640 obyvatel.

## Historie

### Vznik obce
Nejstarší zmínka o obci pochází z roku 1352, kdy je v rejstřících papežského desátku uvedena jako Dubnycz. Dubnice coby samostatné sídlo však pravděpodobně vznikla v údolí místního potoka již ve 13. století, v době, kdy Markvarticové nedaleko odsud vybudovali nový hrad Stráž (Vartenberk) na ochranu obchodní cesty, vedoucí z Prahy do Žitavy.

### Rozvoj po roce 1900
Obec měla vždy zemědělský charakter. Pěstovalo se zde obilí, brambory a ovoce, významný podíl měl chov dobytka. Již v roce 1897 zdejší rolníci otevřeli mlékárnu, první v okrese Jablonné. Později vzniklo i zemědělské strojní a výmlatové družstvo. Od roku 1902 měla obec vlastní záložnu a roku 1909 založili sedláci strojní družstvo. V Dubnici, podobně jako v dalších obcích kolem Jablonného v Podještědí, byli výrazněji zastoupeni větší hospodáři s výměrou 25-35 ha. Po roce 1900 došlo též k budování nových silnic a rozvoji dopravy. V roce 1903 byla postavena nová obecní škola. Krátce na to, roku 1904, byl ve staré školní budově zřízen poštovní úřad. Ten získal roku 1906 telefon a telegraf. Od roku 1914 byl zaveden v obci telefon a v roce 1922 byla provedena úplná elektrifikace. Při sčítání lidu v roce 1921 měla Dubnice více než 1000 stálých obyvatel.
Kromě zemědělské výroby se občané Dubnice začali po skončení první světové války orientovat také na turistický ruch. Bylo to dáno především stoupající oblibou blízkého letoviska Hamr na Jezeře. Co se týče veřejné dopravy, přeprava kočáry byla nahrazena v roce 1925 službami soukromého automobilového přepravce a od roku 1938 autobusovou dopravou.
Jako obec ve které tradičně převládalo německé obyvatelstvo byla Dubnice v letech 1938-1945 součástí nacistického Německa. Po druhé světové válce bylo původní obyvatelstvo obce vysídleno.
Další pokračování nadějného rozvoje nastalo po roce 1945. V obci v té době již byla pila, řada řemeslnických provozen, základní a mateřská škola, několik obchodů a 4 hostince. To však netrvalo dlouho. Po roce 1948 byly zemědělské a ostatní živnosti postupně zlikvidovány. JZD, založené v roce 1950, zpočátku příliš neprosperovalo, až postupně se situace stabilizovala. V letech 1977–1980 byl v obci vybudován vodovod, jelikož se v důsledku činnosti blízkých Uranových dolů v místních studních ztrácela voda. Nedaleko od Dubnice se začal těžit písek, který se používá nejen ke stavebním účelům, ale i při rekultivaci následků těžby uranové rudy.

## Dubnice po roce 1990
V obci je základní a mateřská škola, prodejna potravin a místní knihovna. Nejbližší ordinace praktického lékaře je ve třech kilometrech vzdálené Stráži pod Ralskem.

## Přírodní poměry
Ve vzdálenosti cca 2,5 kilometru vzdušnou čarou směrem na východ od obce se nachází přírodní památka Stříbrník, čedičová kupa se sloupcovou odlučností horniny. Další zdejší lokalitou, pozoruhodnou z geologického i geomorfologického hlediska, je již zmíněná pískovna. Tímto těžebním prostorem byly otevřeny glacifluviální sedimenty, tj. pozůstatky někdejšího kontinentálního zalednění, které v těchto místech překračovalo hranice dnešní České republiky. Nejnápadnějším důkazem ledovcového původu těchto sedimentů je výskyt pazourků, skandinávské červené i světlé žuly a červeného porfyru, pocházejících ze severnějších oblastí Evropy. 

## Obyvatelstvo
| Rok            | 1869  | 1880  | 1890  | 1900  | 1910  | 1921  | 1930 | 1950 | 1961 | 1970 | 1980 | 1991 | 2001 | 2011 | 2021 |
| -------------- | ----- | ----- | ----- | ----- | ----- | ----- | ---- | ---- | ---- | ---- | ---- | ---- | ---- | ---- | ---- |
| Počet obyvatel | 1 268 | 1 163 | 1 072 | 1 078 | 1 057 | 1 007 | 947  | 588  | 499  | 479  | 460  | 508  | 523  | 620  | 627  |
| Počet domů     | 229   | 228   | 230   | 228   | 226   | 225   | 221  | 177  | 124  | 119  | 118  | 146  | 186  | 205  | 231  |

## Městská správa
Mezi lety 1850–1980 byla Dubnice obcí v okrese Německé Jablonné (v letech 1850–1890 Jablonné) (1850–1930), posléze v okrese Liberec-okolí (1950) a později v okrese Česká Lípa. Od 1. ledna 1981 do 30. června 1990 patřila jako část města k Stráži pod Ralskem a od 1. července 1990 je opět samostatnou obcí.

### Obecní symboly
Znak a vlajka byly obci uděleny rozhodnutím předsedy Poslanecké sněmovny Parlamentu České republiky dne 12. prosince 2008.

## Doprava
Do obce zajíždějí autobusové linky ze Stráže pod Ralskem a Jablonného v Podještědí. Vzhledem k protáhlému tvaru obce je v Dubnici v pravidelných odstupech pět autobusových zastávek. Autobusové spoje, které vyjíždějí od železniční stanice v Jablonném v Podještědí, zajišťují návaznost na vlakové spoje na trati 086 Česká Lípa – Liberec.

## Fotbal
Fotbalový tým mužů zakončil sezonu 2010/2011 v III. třídě okresu Česká Lípa na 13. místě čtrnáctičlenné tabulky. O rok později místní fotbalisté ve stejné soutěži skončili devátí.

## Pamětihodnosti
- Barokní kostel Narození Panny Marie, který byl vybudován v letech 1699–1702. Obdélná stavba s pětibokým závěrem a hranolovitou věží v průčelí. Vnitřek je sálový s bočními kaplemi a emporami, klenutý valenou klenbou. Presbytář má dvě pole křížové klenby a lunety nad okny. Kazatelna a varhany z počátku 18. století, na oltáři dřevěná socha Madony z 15. století.
- Fara, volně stojící roubená stavba z 18. století.[14]

### Zaniklé stavby
- Wobischův mlýn